# Saint-André-en-Royans
Saint-André-en-Royans ist eine französische Gemeinde mit 341 Einwohnern (Stand: 1. Januar 2022) im Département Isère in der Region Auvergne-Rhône-Alpes (vor 2016 Rhône-Alpes). Sie gehört zum Arrondissement Grenoble und zum Kanton Le Sud Grésivaudan. Die Einwohner werden Andréens genannt.

## Geographie
Die Gemeinde Saint-André-en-Royans liegt im westlichen Vercors-Massiv, etwa 33 Kilometer westsüdwestlich von Grenoble. Das Gemeindegebiet gehört zum Regionalen Naturpark Vercors. Die höchste Erhebung im Gemeindegebiet ist der 1007 m hohe Gipfel des Serre Cocu. Umgeben wird Saint-André-en-Royans von den Nachbargemeinden Saint-Romans im Norden und Nordosten, Presles im Osten und Nordosten, Choranche im Osten und Südosten, Pont-en-Royans im Süden, Auberives-en-Royans im Südwesten sowie Saint-Just-de-Claix im Westen.

## Bevölkerungsentwicklung
| Jahr                       | 1962 | 1968 | 1975 | 1982 | 1990 | 1999 | 2006 | 2011 | 2021 |
| -------------------------- | ---- | ---- | ---- | ---- | ---- | ---- | ---- | ---- | ---- |
| Einwohner                  | 311  | 278  | 239  | 251  | 273  | 297  | 326  | 327  | 331  |
| Quellen: Cassini und INSEE |      |      |      |      |      |      |      |      |      |

## Sehenswürdigkeiten
- Kirche Saint-André aus dem 17. Jahrhundert, seit 1990 Monument historique
- Schloss Les Prunier aus dem 14. Jahrhundert, Umbauten aus dem 16. Jahrhundert

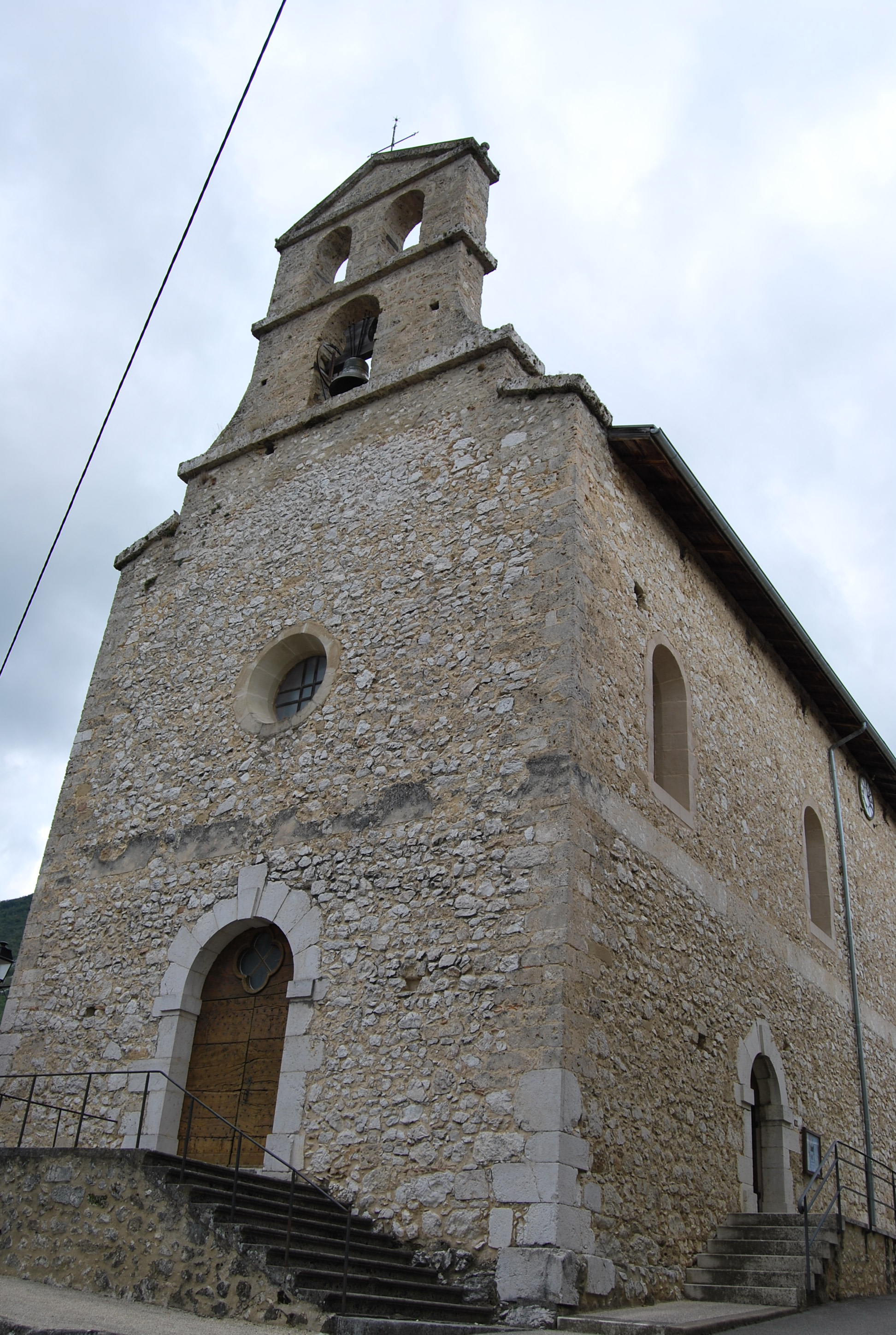
Kirche Saint-André

- Wehrhaus